# اگون هورست
اگون هورست (انگلیسی: Egon Horst; ۲۵ نوامبر ۱۹۳۸ – ۱۶ فوریهٔ ۲۰۱۵) بازیکن فوتبال اهل آلمان بود.
از باشگاه‌هایی که در آن بازی کرده‌است می‌توان به باشگاه فوتبال شالکه ۰۴ و باشگاه فوتبال هامبورگ اشاره کرد.